# Fodor Imre (színházigazgató)
Fodor Imre (Budapest, 1920. december 24. – Budapest, 1975. május 23.) magyar színész, színigazgató.

## Életpályája
1930-1928 között a Madách Imre Gimnázium tanulója volt. Pályáját színészként vidéki társulatoknál kezdte. 1949-ben, az akkor alakult Bányász Színház üzemigazgatója lett. 1956-tól haláláig a József Attila Színház igazgatója volt. Nevéhez fűződik a teátrum kultúrájának megalapozása, fellendítése.

## Díjai és kitüntetései
- Pro Arte aranyérem (1967)
- Munka Érdemrend arany fokozata[5]